# Djurö kyrka
Djurö kyrka (tidigare Djurhamns kapell) är en kyrkobyggnad på Djurö i Stockholms skärgård och hör till Djurö, Möja och Nämdö församling i Stockholms stift.

## Kyrkobyggnaden
Kyrkan byggdes då Djurö blev en viktig örlogsbas som behövde ett kapell. 1683 invigdes kyrkan av kyrkoherden magister Ericus Noraeus. Initiativtagare till kyrkobygget var rådman Joseph Månsson.
Kyrkan är byggd av liggtimmer på putsad stenfot och var från början målad med falurödfärg. Efter 1700-talets mitt tillkom träpanelerna. Kyrkan består av ett rektangulärt långhus med rakt avslutat kor i öster. Sakristia och vapenhus har byggts till i norr respektive söder och ligger mittemot varandra.

## Interiör och inventarier
- Sedan 1933 är innerväggarna och taket täckta med masonit. Väggarna är målade i ljusgrönt och taket i vitt.
- Altaruppsatsen är ett arbete i rustik barock och är samtida med kyrkan.
- Predikstolen är från 1830-talet.

### Orgel
- 1695 finns ett positiv i kyrkan.
- 1773 har kyrkan ett förlorat positiv.[1]
- 1836 bygger Gustaf Andersson, Stockholm en orgel med 3 stämmor.
- 1860 köper man en orgel med 9 stämmor från Värmdö kyrka som aldrig sattes upp. Den var byggd 1763-1765 av Jacob Westervik, Stockholm.
- 1885 köptes en orgel för 1000 kronor från föregångaren till Sankt Johannes kyrka i Stockholm. Den var byggd 1852 av Anders Vilhelm Lindgren, Stockholm och var mekanisk. Den flyttas hit av Åkerman & Lund.
- Den byggdes om av samma firma 1939-1940 och blev pneumatisk och fick 10 stämmor, två manualer och pedal. De flesta stämmor från gamla orgeln återanvändes. På 1960-talet gjordes vissa förändringar.
- 1982/1983 byggde Nye Orgelbyggeri, Nye en rekonstruktion och renoverade orgeln av A. V. Lindgrens orgel bakom den gamla fasaden.

| Manual          | Pedal               | Koppel   |  |
| Borduna 16’     | Subbas 16’ (tr man) | Man/Ped. |  |
| Principal 8’    |                     |          |  |
| Rörflöjt 8' B/D |                     |          |  |
| Fugara 8'       |                     |          |  |
| Oktava 4'       |                     |          |  |
| Rörflöjt 4'     |                     |          |  |
| Qvinta 3' B/D   |                     |          |  |
| Oktava 2'       |                     |          |  |
| Trumpet 8' B/D  |                     |          |  |

## Omgivning
- Strax norr om kyrkogården på en höjd står en fristående klockstapel som uppfördes 1836. I denna hänger två klockor.
- Kyrkan har en egen busshållplats, från denna är det cirka 5 minuters promenad till kyrkan.